# Des bulles dans l'océan
Des bulles dans l'océan est une maison d'édition française de bandes dessinées fondée en 2010, basée à Saint-Denis sur l'île de La Réunion.

## Historique
Des bulles dans l'océan est fondée en 2010 par Jean-Luc Schneider, à la tête de trois librairies spécialisées sur l'île de La Réunion.
Diffusées par Makassar en France et au Canada (distribution Union distribution), par No Comment à Madagascar et Graphic Press à l'île Maurice, DBDO se diffuse elle-même sur le département de la Réunion. Elle promeut des auteurs de l'Océan Indien, mais publie également des auteurs extérieurs avec des histoires ayant un rapport avec l'Océan Indien,,.
La maison d'édition a pour collection phare la collection patrimoine, des diptyques à fond historique et des beaux livres. Certains de ses auteurs se sont lancés dans l'héroïc fantasy ou l'aventure grand public. Elle participe régulièrement au Festival de BD d'Angoulême,.